# Liptaň (nádraží)
Liptaň je dopravna D3, která se nachází poblíž centrální části obce Liptaň v okrese Bruntál. Dopravna leží v km 4,457 jednokolejné úzkorozchodné železniční trati Třemešná ve Slezsku – Osoblaha mezi dopravnami Slezské Rudoltice a Třemešná ve Slezsku úzký rozchod.

## Historie
Nádraží bylo otevřeno 14. prosince 1898, tedy současně se zprovozněním úzkorozchodné trati, na které se nachází. Nádraží vystřídalo postupně několik německých názvů. První pojmenování bylo Mährisch Liebenthal, v roce 1900 došlo k přejmenování na Liebenthal Österreichisch Schlesien, od roku 1938 neslo název Liebenthal (Schlesien) a zřejmě od roku 1940 Großliebental. Od roku 1945 se používá české označení Liptaň.
V nádražní budově se původně prodávaly jízdenky, ale v roce 1926 byla jejich výdejna zrušena. Prodej jízdenek byl obnoven v 50. letech 20. století a opětovně byl zastaven od 15. června 2003. V té době byl ve stavení obydlen byt, ale tento stav trval jen do roku 2012, poté začala budova chátrat.
V roce 2018 byla nádražní budova i s přilehlým pozemkem převedena do majetku obecně prospěšné společnosti Osoblažská úzkorozchodná dráha. Již v rukách nového majitele začala v roce 2021 rekonstrukce budovy, která byla slavnostně ukončena v září 2022. Po opravě bylo stavba nabídnuta k nájemnímu bydlení. Zachována byla také původní čekárna, ale nebylo možné zachovat původní okénku, kterým se prodávaly jízdenky, neboť za zdí už je obývací pokoj bytu. V čekárně byla zřízena připomínka tzv. Liptaňské tragédie.

## Popis dopravny

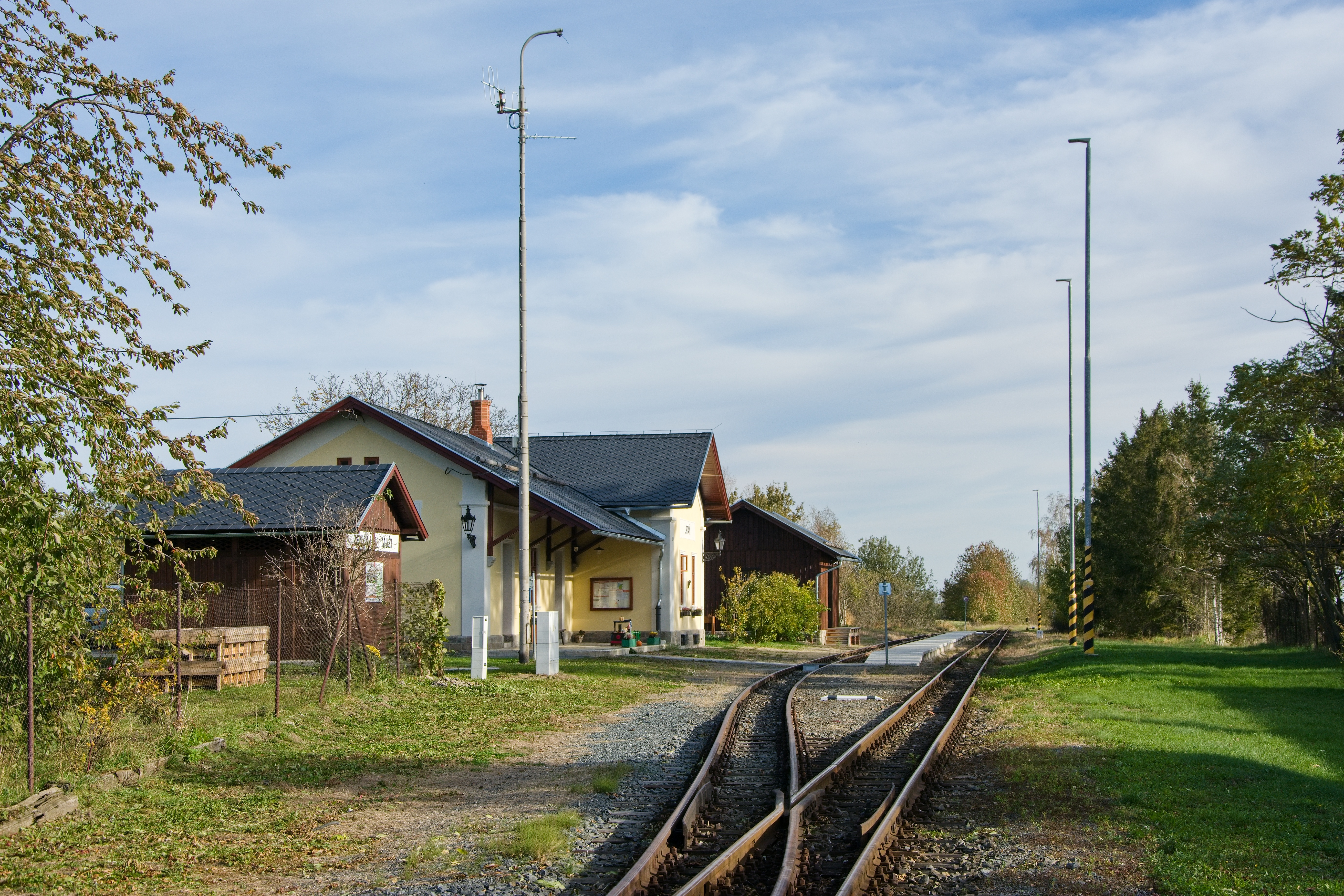
Pohled na dopravnu z třemešenského zhlaví

V dopravně jsou dvě dopravní koleje s užitečnou délkou 110 m: u budovy je dopravní kolej č. 2, která je protažena na rudoltické straně do kusé koleje 2a. Ještě v roce 2017 přitom byla dopravní jen kolej č. 1, kolej č. 2 byla manipulační a byla opatřena dvěma výkolejkami. Celkem jsou v dopravně dvě ručně přestavované výhybky (po jedné na každém zhlaví). Dopravna je ohraničena lichoběžníkovými tabulkami umístěnými v km 4,675 a km 4,296.
U koleje č. 1 je jednostranné úrovňové panelové nástupiště o délce 74 metrů s hranou ve výšce 250 mm nad temenem kolejnice. Přístup na nástupiště je úrovňový s přechodem přes kolej č. 2.